# 皮利波維奇 (茲維亞赫爾區)
50°35′55″N 27°28′39″E / 50.59861°N 27.47750°E
皮利波維奇（烏克蘭語：Пилиповичі），是烏克蘭中部日托米爾州的村落，由茲維亞赫爾區的茲維亞赫爾市鎮所轄，位在茲維亞赫爾西側近郊，始建於1577年，面積4.4平方公里，海拔高度205米，2001年人口1,236，人口密度每平方公里281.04人。